# 모하메드 울드 가주아니
모하메드 울드 체이크 모하메드 아흐메드 울드 가주아니(아랍어: محمد ولد الشيخ محمد أحمد ولد الغزواني, 프랑스어: Mohamed Ould Cheikh Mohamed Ahmed Ould Ghazouani, 1956년 12월 4일~ )는 모리타니의 정치인으로, 모리타니의 제9대 대통령으로 2019년 8월 1일 취임했다.
그는 전 국가안보국장이자 전 모리타니군 참모총장(2008년~2018년)이다. 그는 2018년 10월부터 2019년 3월까지 모리타니 국방장관을 지냈다. 2019년 6월 22일, 모리타니의 대통령으로 선출되었으며, 그의 전임자인 모하메드 울드 압델 아지즈의 측근인 가주아니는 대통령 선거에 이어 2019년 6월 22일 모리타니의 대통령으로 선출되었다. 2019년 모리타니 대통령 선거에서 모하메드 울드 가주아니의 승리는 독립 이후 모리타니의 첫 번째 평화적 정권 이양으로 나타났다.

## 어린 시절
가주아니는 1956년 12월 4일 아사바주의 붐데이드에서 태어났다. 그는 모리타니의 유명한 수피파 베르베르인 가족에 속해 있다.

## 경력

### 군사 경력
그는 1970년대 후반에 모리타니군에 입대했다. 그는 모로코에서 장교로서 훈련을 계속했다. 그는 바칼로레아 학위, 행정학과 군사학 석사 학위를 받았고 여러 전쟁 훈련 증명서와 과정을 마쳤다.
가주아니는 1987년부터 1991년까지 마우야 울드 시다메드 타야 대통령의 보좌관이었다.
가주아니는 모하메드 울드 압델 아지즈 전 대통령의 동맹이었고, 2008년 시디 울드 셰이크 압달라히 대통령을 타도한 그의 파트너였으며 2005년 마우야 울드 시다메드 타야 전 대통령을 축출한 군사정권의 일원이었다.

### 정치 경력
2018년 10월, 모하메드 울드 압델 아지즈 대통령은 그를 모리타니 국방장관으로 임명했다.
2019년 3월 1일, 가주아니는 모하메드 울드 압델 아지즈 대통령의 후임으로 대통령 출마를 선언했다. 3월 15일, 그는 대통령의 야망을 추구하기 위해 국방부 장관직을 사임했다.
2019년 6월 22일, 대통령 선거에서 5명의 후보를 누르고 당선되었다.
2019년 8월 1일 모리타니의 제9대 대통령으로 취임했다.

## 사생활
그는 의사인 마리암 민트 모하메드 바델 울드 다와 결혼했다. 그들은 다섯 명의 자녀가 있는데, 그들 사이에서 모하메드 레미네 울드 체이크 엘가주아니가 장남이다.

## 역대 선거 결과
| 선거명      | 직책명          | 대수 | 정당               | 득표율 | 득표수    | 결과 | 당락 |
| ----------- | --------------- | ---- | ------------------ | ------ | --------- | ---- | ---- |
| 2019년 선거 | 모리타니 대통령 | 9대  | 공화국을 위한 연합 | 52.00% | 483,007표 | 1위  |      |
| 2024년 선거 | 모리타니 대통령 | 9대  | 공화국을 위한 연합 | 56.12% | 554,956표 | 1위  |      |